# كايت لانجلي بوشير
كايت لانجلي بوشير (1 فبراير 1865 - 27 يوليو 1932) (بالإنجليزية: Kate Langley Bosher). هي روائية أمريكية. مشهورة بروايتها ماري كاري (1910) ورواية أخرى الآنسة جيبي جولت (1911). ولدت بوشير في نورفولك في ولاية فيرجينيا. التحقت بكلية نورفولك للسيدات الشابات وتخرجت منها عام 1882. تزوجت تشارلز جيدون بوشير في 1887. كانت بوشير من المنادين بحق المرأة في الإنتخاب. شاركت في أعمال الإغاثة في الحرب العالمية الأولى، وعملت كذلك في رعاية الأيتام. حققت رواية بوشير «ماري كاري» نجاحاً كبيراً في 1910، وفي 1921 حولت روايتها إلى فيلم صامت. توفيت بوشير في 1932 بعد أقل من عام من وفاة زوجها، ودفنت في مقبرة هوليود في ريتشموند في ولاية فيرجينيا.

## وصلات خارجية
- أعمال بواسطة كايت لانجلي بوشير، على مشروع جوتنبرج.
- كايت لانجلي بوشير على موقع IMDb (الإنجليزية)